# Sebastián Guenzatti
Sebastián Guenzatti (Montevideo, Uruguay; 8 de julio de 1991) es un futbolista uruguayo. Juega de mediocampista y su equipo actual es el Indy Eleven de la USL Championship.

## Trayectoria
Guenzatti trasladó a los Estados Unidos a los 12 años y se instaló en Fresh Meadows, Nueva York Antes de unirse al Cosmos, Guenzatti jugó la última vez para equipo uruguayo Huracán FC. Después de una carrera sobresaliente de la escuela secundaria en la Escuela Secundaria Francis Lewis en Fresh Meadows , donde fue nombrado como una mención de honor en el ESPN RISE.[cita requerida]

## Clubes
| Club              | País           | Año           | Part. | Goles | Asist. | Prom. G+A |
| ----------------- | -------------- | ------------- | ----- | ----- | ------ | --------- |
| Huracán           | Uruguay        | 2013          | 9     | 1     | 0      | 0.11      |
| New York Cosmos   | Estados Unidos | 2013-2016     | 90    | 11    | 7      | 0.2       |
| Tampa Bay Rowdies | Estados Unidos | 2017-2022     | 160   | 65    | 19     | 0.53      |
| Indy Eleven       | Estados Unidos | 2023-presente | 33    | 10    | 4      | 0.42      |
| Total carrera     |                | 2013-2023     | 292   | 87    | 30     | 0.40      |

- Actualizado al último partido disputado el 24 de septiembre de 2023.

## Palmarés

### Títulos nacionales
| Título                            | Club            | País           | Año  |
| --------------------------------- | --------------- | -------------- | ---- |
| Soccer Bowl                       | New York Cosmos | Estados Unidos | 2013 |
| Campeonato de Otoño               | New York Cosmos | Estados Unidos | 2013 |
| Soccer Bowl                       | New York Cosmos | Estados Unidos | 2015 |
| North American Supporters' Trophy | New York Cosmos | Estados Unidos | 2015 |
| Campeonato de Primavera           | New York Cosmos | Estados Unidos | 2015 |
| Soccer Bowl                       | New York Cosmos | Estados Unidos | 2016 |
| North American Supporters' Trophy | New York Cosmos | Estados Unidos | 2016 |
| Campeonato de Otoño               | New York Cosmos | Estados Unidos | 2016 |